# Acide hydroxamique

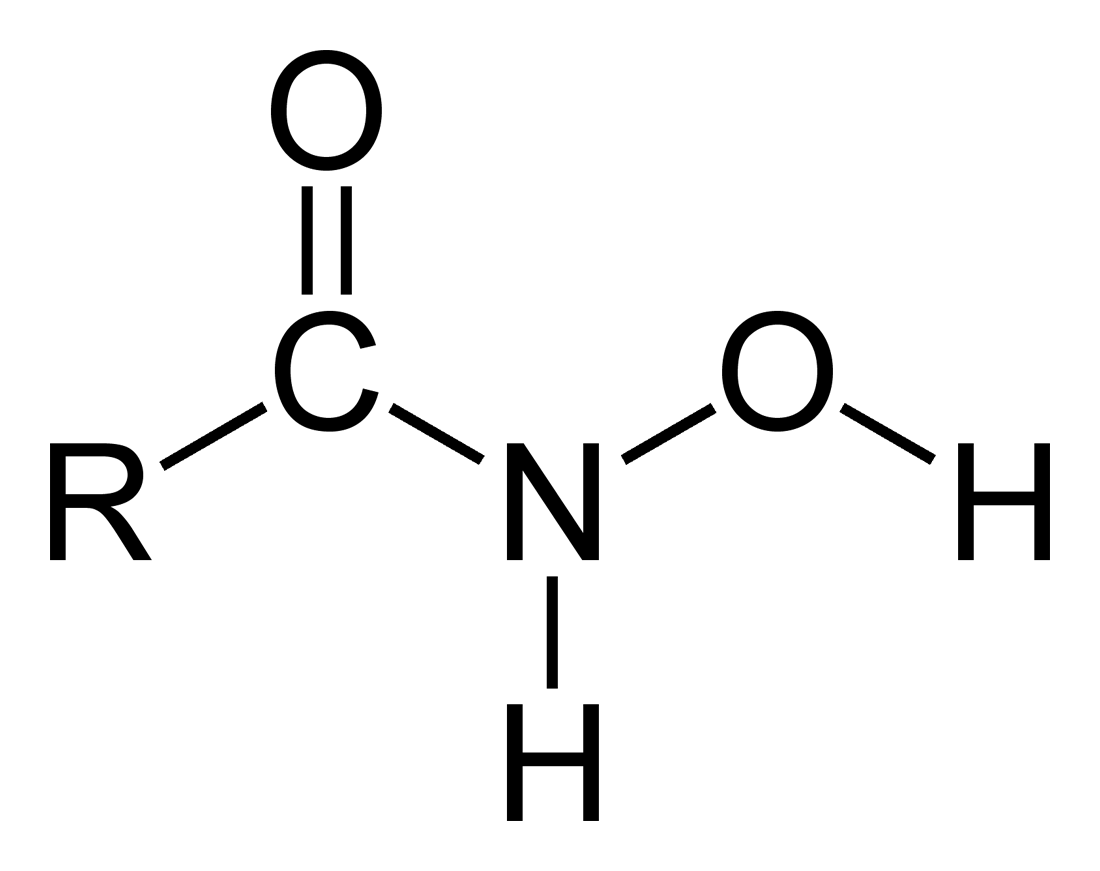
Structure générique d'un
acide hydroxamique

On appelle acide hydroxamique une famille de composés chimiques partageant un même groupe fonctionnel constitué par une hydroxylamine sur un carbonyle : la forme générale de ces acides est donc R–CO–NH–OH.
Les acides hydroxamiques sont utilisés comme chélateurs d'ions métalliques,,,,,,. Ils peuvent être préparés à partir d'aldéhydes via la réaction d'Angeli-Rimini. Une réaction bien connue de ces acides est le réarrangement de Lossen conduisant à des isocyanates.
Les hydroxamates sont des facteurs de croissance essentiels de certains micro-organismes, qui les utilisent comme sidérophores (littéralement : « transporteurs de fer ») pour absorber les ions ferriques Fe3+, qui ne sont pas solubles (contrairement aux ions ferreux Fe2+). Le fer est un composant clef des cytochromes et des protéines fer-soufre telles que les ferrédoxines, qui interviennent notamment dans la photosynthèse et la phosphorylation oxydative.